# Harrijokka
Harrijokka är ett vattendrag i Finland, på gränsen till Norge. Det ligger i den norra delen av landet, 1 100 km norr om huvudstaden Helsingfors.